# Isla de Crump
La Isla Crump (en inglés: Crump Island) es una isla frente a la costa noreste de la mucho más grande isla de Antigua, en las Antillas Menores, administrativamente parte del país caribeño de Antigua y Barbuda. Se encuentra al sureste de isla Guana en la bahía de Belfast, cerca de la ciudad de Seaton. Más al norte se localiza la isla Great Bird, al oeste la Bahía de Guana y al sur la bahía de Mercers Creek.